# Гарское сельское поселение
Гарское сельское поселение — муниципальное образование в составе Оричевского района Кировской области России.
Столица — посёлок Зенгино.

## История
Гарское сельское поселение образовано 1 января 2006 года согласно Закону Кировской области от 07.12.2004 № 284-ЗО.

## Население
| 2010 | 2012 | 2013 | 2014 | 2015 | 2016 | 2017 |
| ---- | ---- | ---- | ---- | ---- | ---- | ---- |
| 929  | ↗955 | ↗968 | ↗969 | ↘940 | ↘916 | ↘875 |
| 2018 | 2019 | 2020 | 2021 |      |      |      |
| ↘855 | ↘823 | ↘805 | ↘643 |      |      |      |

## Состав сельского поселения
В состав сельского поселения входят 11 населённых пунктов:
| №  | Населённый пункт | Тип населённого пункта          | Население |
| -- | ---------------- | ------------------------------- | --------- |
| 1  | Бакулины         | деревня                         | 11        |
| 2  | Большие Гари     | деревня                         | 287       |
| 3  | Зенгино          | посёлок, административный центр | 599       |
| 4  | Левановы         | деревня                         | 4         |
| 5  | Малые Гари       | деревня                         | 13        |
| 6  | Обжерины         | деревня                         | 5         |
| 7  | Параваевы        | деревня                         | 0         |
| 8  | Савиновы         | деревня                         | 1         |
| 9  | Салмаки          | деревня                         | 1         |
| 10 | Субботичи        | деревня                         | 6         |
| 11 | Шалаевы          | деревня                         | 2         |